# Поворот не туди 4: Кривавий початок
Поворот не туди 4: Кривавий початок (англ. Wrong Turn 4: Bloody Beginnings) — американський слешер 2011 року, знятий і написаний Декланом О'Брайєном. Це четверта частина серії фільмів «Поворот не туди» і стала приквелом до оригінального фільму «Поворот не туди». Фільм зібрав 3,6 мільйона доларів від продажу відеоносіїв.

## Сюжет
Психіатрична лікарня Гленвіль, 1974 рік. Після лікарського обходу троє хлопчиків: «Трьохпалий», «Одноокий» і «Пилозубий» роблять втечу з камери, використовуючи шпильку як ключ, і звільняють усіх ізольованих божевільних, які влаштовують вакханалію. Лікаря Анн Марі вбивають після тортур електротерапією. Лікаря Брайана прив'язують колючим дротом по руках і ногах до механізмів, що відмикають грати, які після приведення в дію його розчленовують.
2003 рік. Група друзів вирушає снігоходами на зимову прогулянку. Заблукавши під час хуртовини, вони повертають не туди і бачать будинок. Подумавши що він  покинутий, вирішують перечекати у ньому бурю. Зігрівшись, вони вирішують оглянути будинок докладніше і з'ясовують, що він раніше використовувався як психіатрична лікарня (Гленнвіль). Знайшовши запас алкоголю одного зі співробітників цієї лікарні, компанія вирішує розважитись. Під час веселощів вони випадково заходять у кінозал і вирішують подивитися кіноплівку. Жахнувшись тим, що на ній записана процедура обстеження хворого, вони мають намір піти спати, але виявляється, що своїм шумом вони привернули увагу канібалів.Друзі вирішують бігти, але у їхніх снігоходів відсутні свічки запалювання. Дівчина, яка найкраще катається на лижах, вирушає схилом гори, щоб викликати поліцію. Одного за іншим канібали відловлюють хлопців, але тим, що залишилися, вдається хитрістю загнати хворих у клітку. Готові розправитися з канібалами, друзі все ж таки вирішують не вбивати їх і несуть вахту біля клітки. Хлопець, що залишився першим, засинає, після чого брати відкривають замок тією ж шпилькою, що і вперше, відрізають хлопцеві язик, зв'язують і надягають мішок на голову. Дівчата, що залишилися одні в кабінеті лікаря, вирішують, що він один з канібалів і вбивають його. Зрозумівши, що вони вбили свого друга, дівчата впадають у паніку та намагаються вибратися з будівлі. Трьом дівчатам це вдається. Далі погоня продовжується на вулиці. Дівчата тікають від канібалів. Вважаючи, що небезпека позаду, вони не помічають колючого дроту, і обом відсікає голову. Дівчина на лижах вмирає від холоду. Канібали забирають відсічені голови і їдуть у далечінь на своїй вантажівці.

## Зйомки
Зйомки фільму проходили у містах Вінніпег та Манітоба у Канаді.

## В ролях
| Актор                | Роль    |
| -------------------- | ------- |
| Теніка Девіс         | Сара    |
| Дженні Пудавік       | Кенія   |
| Кейтлін Вонг         | Бріджет |
| Терра Внеса          | Дженна  |
| Віктор Зінк-молодший | Кайл    |
| Дін Армстронг        | Деніел  |
| Алі Татарін          | Лорен   |
| Саманта Кендрік      | Клер    |